# Très-Saint-Rédempteur
Très-Saint-Rédempteur è un comune del Canada, situato nella provincia del Québec, nella regione di Montérégie.